# San Jorge de Asma
Asma (llamada oficialmente San Xurxo de Asma) es una parroquia española del municipio de Chantada, en la provincia de Lugo, Galicia.

## Otras denominaciones
La parroquia también es conocida por el nombre de San Jorge de Asma.

## Organización territorial
La parroquia está formada por siete entidades de población, constando cinco de ellas en el nomenclátor del Instituto Nacional de Estadística español:

### Entidades de población
Entidades de población que forman parte de la parroquia:
- Casasoa
- Centulle
- Liñares
- O Peto
- O Seixo
- San Xurxo

### Despoblado
Despoblado que forma parte de la parroquia:
- O Chouso

## Demografía
| Gráfica de evolución demográfica de Asma entre 2000 y 2019 |
|                                                            |
| Datos según el nomenclátor publicado por el INE.           |